# Greßthal (Wasserlosen)
Greßthal ist ein Gemeindeteil der Gemeinde Wasserlosen im Landkreis Schweinfurt (Unterfranken, Bayern).

## Geographie
Das Pfarrdorf Greßthal hat rund 750 Einwohner. Zusammen mit den Orten Rütschenhausen, Schwemmelsbach, Wasserlosen, Brebersdorf und Kaisten gehört das Dorf zur geographischen Einheit des Reichtals, das zur Eiszeit von einem gewaltigen Wasserstrom durchflutet war und diesem auch seine landschaftliche Prägung verdankt.

## Geschichte
Greßthal wurde erstmals am 4. Juli 804 urkundlich erwähnt. Erste Siedlungen sind aber bereits aus der Zeit um 5000 v. Chr. nachweisbar. Zwischen 700 und 450 v. Chr. entstand die keltische Siedlung als Ursprung Greßthals. Zahlreiche Hügelgräber geben von dieser Epoche Zeugnis. Durch die Franken begann um das Jahr 600 die Christianisierung. Die Missionare errichteten an einem heidnischen Kultplatz ein erstes Kreuz. Um 680 wurde die erste Kirche erbaut. Die Schweinfurter Grafen gründeten im 8. Jahrhundert eine Pfarrei, die mit einem großen Pfarrgut ausgestattet war. Im Durchschnitt lag der Grundbesitz einer Pfarrei damals bei etwa 90 Morgen, die Greßthaler Pfarrei hatte anfangs etwa 160 Morgen Feld, Adlige übertrugen ihr Zehntrechte. Im 12. Jahrhundert bezog die Pfarrei 90 Prozent der Zehntabgaben im Reichtal.
Nach zahlreichen Auseinandersetzungen zwischen dem Abt von Fulda und dem Bischof von Würzburg kam Greßthal 1376 in den Besitz des Hochstifts Würzburg. Zum Allerheiligenfest 1443 erhob Bischof Gottfried IV. Schenk von Limpurg Greßthal zur bischöflichen Oberpfarrei. Nun regierte ein Domherr, der vom Bischof ernannt wurde, in Greßthal und den Filialen als Oberpfarrer. Bis zur Säkularisation änderte sich daran nichts.
Nach der Säkularisation entwickelte sich Greßthal zu einem Dorf mit vielen Handwerksbetrieben, Händlern und Gastwirtschaften.
Am 6. und 7. April 1945 wurde das Dorf durch US-Artillerie-Beschuss teilweise zerstört.
Die selbstständige Gemeinde Greßthal wurde am 1. Mai 1978 zusammen mit sieben anderen Ortschaften in die neue Gemeinde Wasserlosen eingegliedert.
Bürgermeister der einst selbstständigen Gemeinde Greßthal 

## Sehenswürdigkeiten

### Pfarrkirche St. Bartholomäus

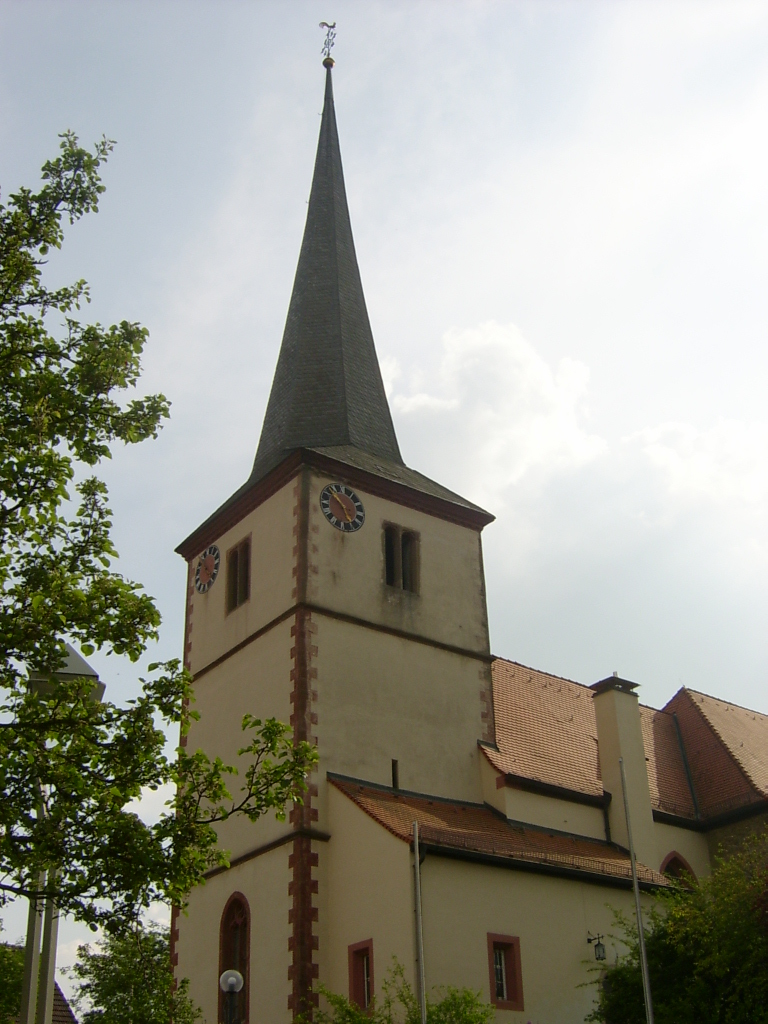
Blick zur Pfarrkirche

Von der ersten Kirche aus der Zeit um 680, die dem Heiligen Apostel Matthias geweiht war, ist nichts mehr vorhanden. In der Folgezeit fanden Umbauten durch die Äbte von Fulda statt.
Der erste Oberpfarrer von Greßthal, Eberhard von Grumbach, renovierte um 1450 die Pfarrkirche. Als Pfarrpatron setzte er den Heiligen Bartholomäus ein. Der nächste Bauabschnitt fand unter Fürstbischof Julius Echter in der Zeit der Gegenreformation mit der Weihe am Martinitag 1614 statt.
Die Barockisierung der Pfarrkirche begann 1749 unter Pfarrvikar Johann Sigismund Kilian. Nach dem Abbruch des Westgiebels wurde das Kirchenschiff erweitert. Das Innere der Pfarrkirche wurde mit schlichtem, aber elegant wirkendem Stuck versehen. Die barocken Altäre kamen 1761 hinzu. Unter Pfarrer Karl Josef Pabst erfolgte 1868 eine Neugestaltung des Innenraums. Die barocken Altäre wurden durch neuromanische ersetzt. Der Raum wurde in diesem Stil renoviert und reich ausgemalt.
Nach langer Vorplanung wurde am 16. Mai 1933 der Grundstein für den notwendigen Umbau der Pfarrkirche gelegt. Am 9. Oktober 1933 konnte Bischof Matthias Ehrenfried den Kirchenraum mit seinen neuen Altären konsekrieren. Die Fresken stammen vom Aschaffenburger Kunstmaler Alois Bergmann-Franken. Aus seiner Werkstatt kam 1956 auch der Kreuzweg. Die Altäre schuf der Goldschmied Josef Amberg. Die Kanzel ist das Meisterstück von Josef Wiesner.
|  |  |  |  |  |

### Pfarrhof
Den ehemaligen Pfarrhof errichtete der Oberpfarrer Erhard von Lichtenstein 1596 als privaten Landsitz. Neben dem Wohn- und Amtshaus gehörten die Bauten der Hofhaltung aus dem 18. Jahrhundert dazu. Pfarrvikar Johann Sigismund Kilian ließ die Wirtschaftsgebäude 1743 neu aufführen.
Der romantische Hof dient der Pfarrei bei verschiedenen Anlässen als Ort der Begegnung.
|  |  |  |  |  |

### Bürgerhäuser

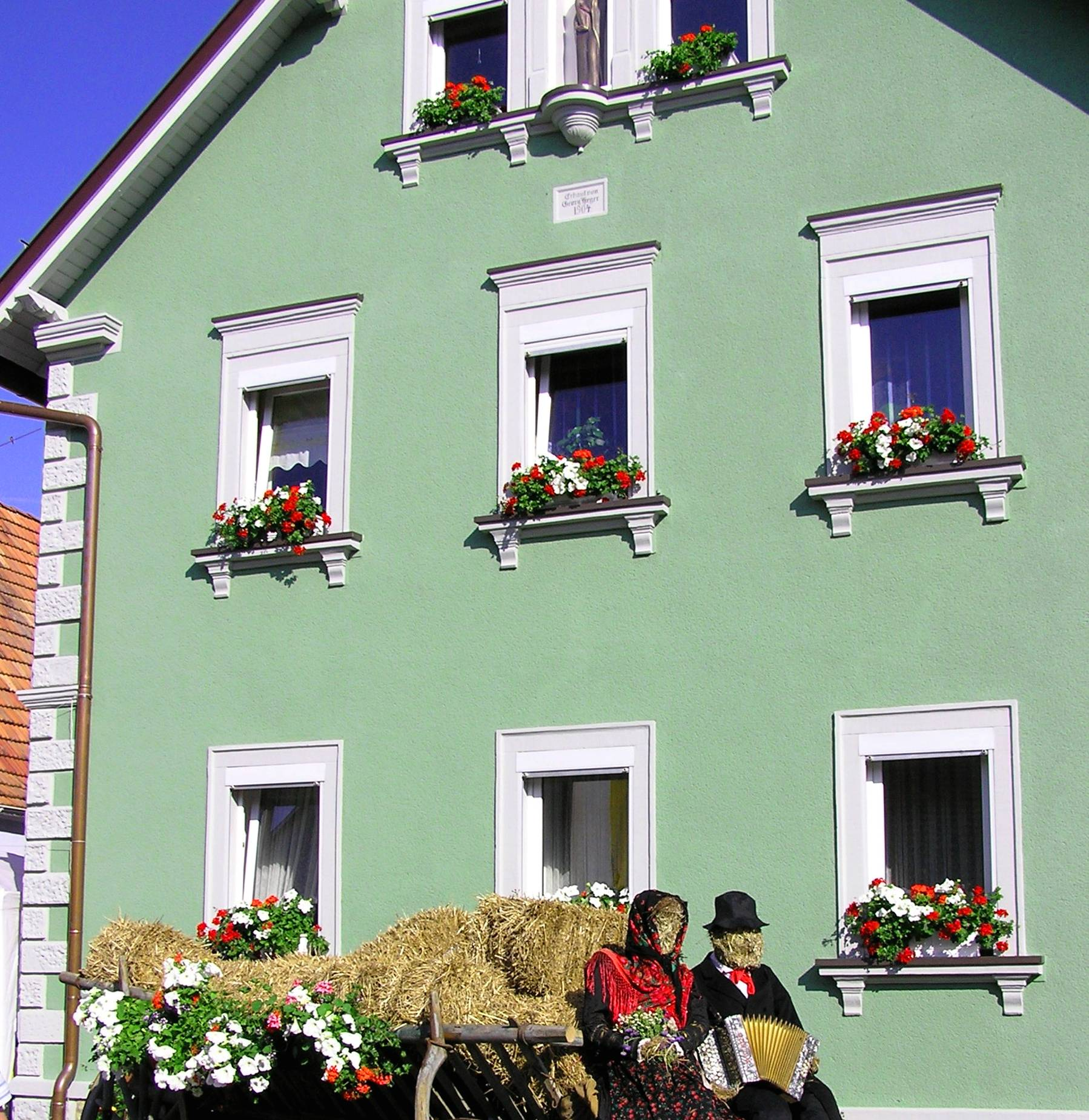
Bürgerhaus am Geißberg

Der alte Ortskern von Greßthal ist durch eine Vielzahl von Bürgerhäusern des 19. Jahrhunderts geprägt. Diese Bauwerke geben Zeugnis vom beginnenden Wohlstand des Bürgertums. Das Handwerk wurde in der Mitte des 19. Jahrhunderts neu entdeckt. Nachdem der Ort mit der Säkularisation an Bedeutung verloren hatte, erfuhr er durch Handwerk und Handel wieder eine neue Blüte.
Die Bauten entstanden in klassischer Fachwerkbauweise, zum Beispiel das Gasthaus Schwarzer Adler am Pfarrberg, aber auch mit wuchtigen Sandsteingiebeln.
Ein anderer Gasthof, der Goldene Stern, zeigt weniger Fachwerk, dafür aber einen klassischen Sandsteingiebel mit stark profilierten Gesimsen und Lisenen. Im Hinblick auf das Ortsjubiläum 2004 wurden viele dieser Häuser renoviert.

### Marienkapelle

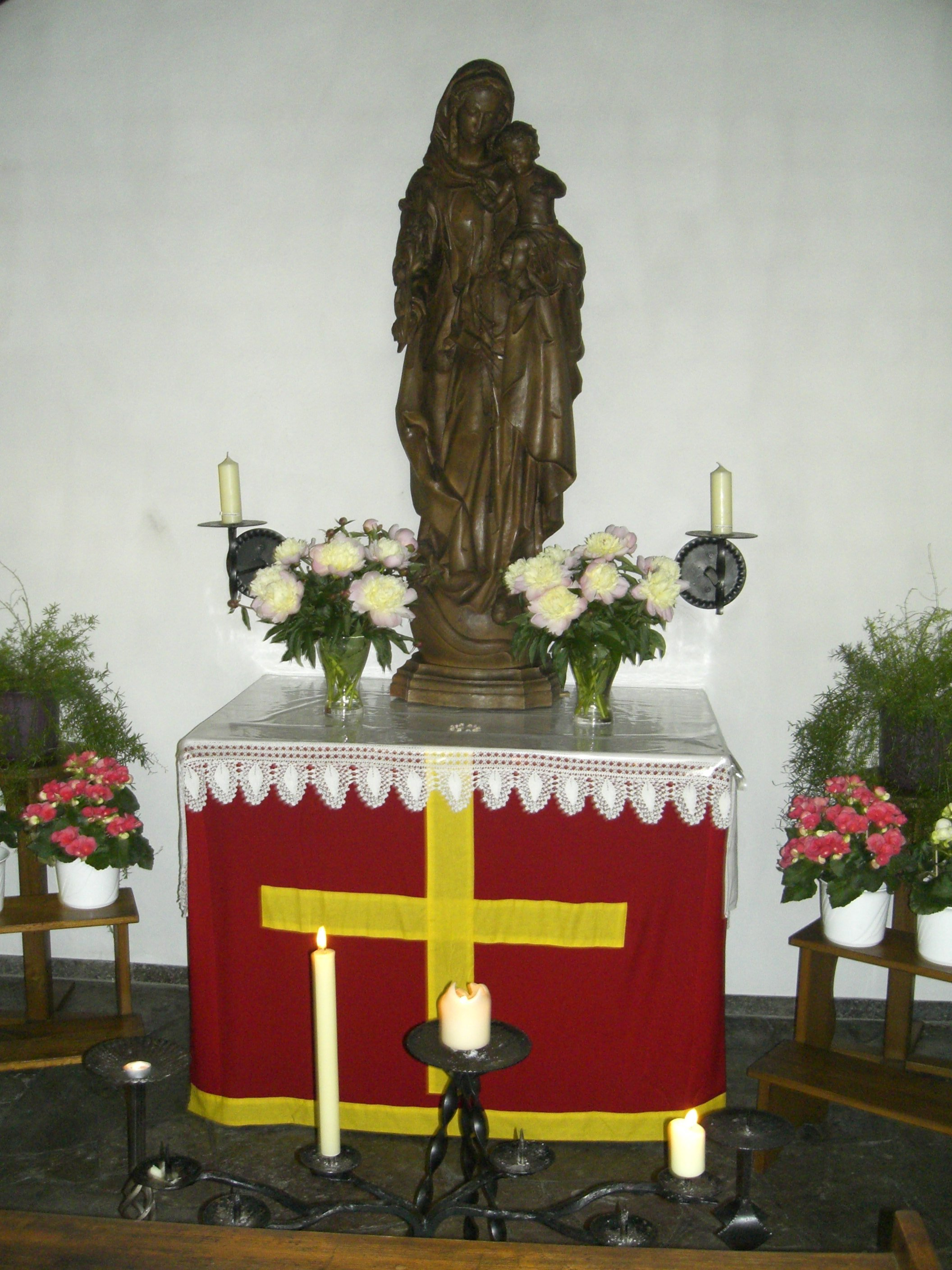
Madonna in der Kapelle

Alois Wiesner erbaute 1956 die Marienkapelle am oberen Pfarrberg. Im Inneren birgt sie eine geschnitzte Madonna. Die Kapelle ist in privater Trägerschaft. Um 2000 wurde sie von Leonhard Hofmann aufwändig renoviert.
|  |  |  |  |

### Gedenktafel
Eine Gedenktafel in der Ortsmitte ist eine mahnende Erinnerung an den Zweiten Weltkrieg. Am 7. April 1945 war Greßthal unter starkem Beschuss der Amerikaner. Die Steintafel am Rathausplatz erinnert an Alfred Kubanek, der dort gefallen ist.
|  |  |  |  |

### Naturdenkmale
- Birnbaum am Lerchenberg – mit knapp fünf Meter Stammumfang einer der stärksten Birnbäume in Deutschland.

### Bildstöcke
|  |  |  |  |

## Museen und Kultur

### Pfarreimuseum Greßthal

Blick in das Pfarreimuseum

Das heutige Pfarreimuseum diente einst den Greßthaler Pfarrvikaren als Wohn- und Amtshaus. Errichtet wurde das Bauwerk 1596 durch Oberpfarrer Erhard von Lichtenstein, der es als privaten Landsitz nutzte. Er vermachte das Gebäude der Oberpfarrei und verfügte, dass dort die Pfarrvikare wohnen sollten.
Bis 1983 lebten dort die Priester, die im Dienst der Pfarrei standen.
Nach einer umfangreichen Restaurierung des Anwesens in den Jahren 2002 bis 2004 dient das Haus der Pfarrei als Museumsgebäude. Der Empfangssaal, die Bibliothek und die Hauskapelle im Obergeschoss wurden im Zuge dieser Sanierungsmaßnahme wieder nach der früheren Tradition eingerichtet.
Im Erdgeschoss gibt die archäologische Sammlung einen Einblick in den Alltag der ersten Greßthaler Bauern vor rund 7000 Jahren.
Im Obergeschoss sind Kunstwerke aus rund 550 Jahren Pfarreigeschichte zu sehen.
|  |  |  |  |  |

### Vereine
- DJK Greßthal e. V.
- Freiwillige Feuerwehr
- Musikverein
- Obst- und Gartenbauverein
- Soldaten- und Reservistenkameradschaft

## Wirtschaft und Infrastruktur

### Wirtschaft einschließlich Land- und Forstwirtschaft
Greßthal hat neben Gastwirtschaften, Lebensmittelläden, Handwerksbetrieben und Dienstleistungsunternehmen ein Gewerbegebiet. In der Forst- und Landwirtschaft sind nur noch wenige Arbeitnehmer hauptberuflich tätig. Neben den heimischen Betrieben bieten die Städte Schweinfurt und Würzburg Arbeitsplätze.

### Verkehr
Greßtal ist über die Auffahrt Wasserlosen an die A 7 angebunden. Die A 3 und die A 70 sind über die A 7 zu erreichen. Die Staatsstraße 2293 mit den Bedarfsumleitungen U 57 und U 60 führt durch Greßthal.
Es gibt eine Busverbindung (Nr. 8139) der Omnibus Verkehr Franken GmbH (OVF) nach Schweinfurt.

### Öffentliche Einrichtungen
- Das Rathaus der Großgemeinde Wasserlosen befindet sich in Greßthal. Seit der Gebietsreform 1978 war die Verwaltung in einem ehemaligen Schulhaus untergebracht. Ende der 1980er Jahre wurde ein Neubau errichtet, der 1991 bezogen werden konnte.
- Die Bücherei der Pfarrei Greßthal ist im ersten Stock des Pfarrheims untergebracht. In Zusammenarbeit mit der Volkshochschule Schweinfurt finden in der Bücherei auch Themenabende statt.

### Bildung
Der Kindergarten, den auch die Kinder aus Schwemmelsbach und Rütschenhausen besuchen, ist in der Trägerschaft der Katholischen Kirchenstiftung Greßthal. Bis 1978 betreuten Erlöserschwestern aus Würzburg den Kindergarten. Seit 1984 steht ein Neubau in der Karl-Ruppert-Straße zur Verfügung und bietet für drei Gruppen Platz.